# Amstel Gold Race 1997
La 32e édition de la course cycliste, l'Amstel Gold Race a eu lieu le 26 avril 1997 et a été remportée par le Danois Bjarne Riis.

## Classement final
| Pos. | Coureur          | Pays      | Équipe                | Temps           |
| ---- | ---------------- | --------- | --------------------- | --------------- |
| 1    | Bjarne Riis      | Danemark  | Deutsche Telekom      | 6 h 11 min 19 s |
| 2    | Andrea Tafi      | Italie    | Mapei-GB              | + 46 s          |
| 3    | Beat Zberg       | Suisse    | Mercatone Uno         | + 46 s          |
| 4    | Laurent Roux     | France    | TVM                   | + 46 s          |
| 5    | Mauro Gianetti   | Suisse    | La Française des Jeux | + 46 s          |
| 6    | Michele Bartoli  | Italie    | Maglificio MG         | + 47 s          |
| 7    | Laurent Jalabert | France    | ONCE                  | + 48 s          |
| 8    | Andreï Tchmil    | Ukraine   | Lotto                 | + 1 min 08 s    |
| 9    | Rolf Aldag       | Allemagne | Deutsche Telekom      | + 1 min 08 s    |
| 10   | Rolf Sørensen    | Danemark  | Rabobank              | + 1 min 08 s    |